# Gemeiner Knochenhecht

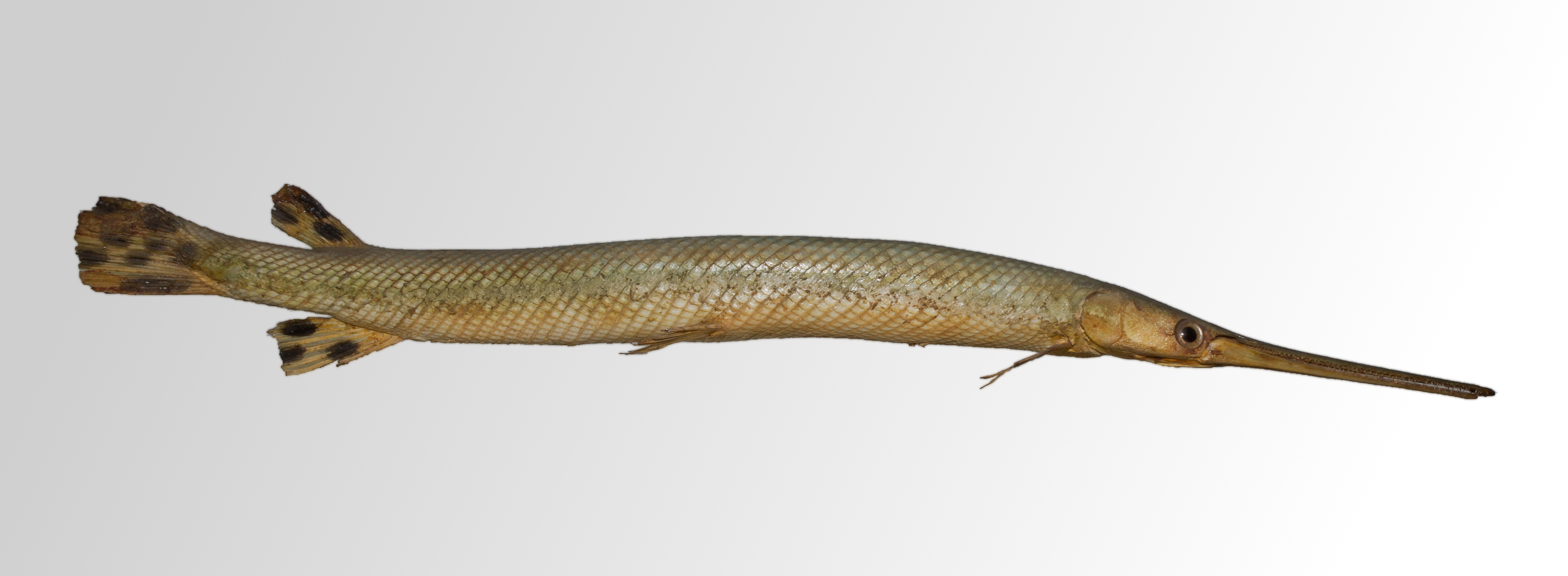
Lepisosteus osseus

Der Gemeine Knochenhecht (Lepisosteus osseus) oder Langschnauzen-Knochenhecht ist ein einzelgängerischer, bis zwei Meter langer Raubfisch.

## Aussehen
Die Tiere haben die typische langgestreckte Gestalt aller Stoßräuber. Die Schnauze macht mehr als zwei Drittel, manchmal auch 80 %, der Kopflänge aus. Jungtier und viele Ausgewachsene Fische tragen ein Band, oder ein Fleckenmuster entlang den Flanken. Rücken- und Afterflosse sitzen weit hinten am Rumpf und bilden zusammen mit der heterocerken Schwanzflosse das Antriebsorgan.

## Verbreitung
Er lebt im Westen der USA von Wisconsin, dem Eriesee und den Flüssen Vermonts bis zum Rio Grande und Florida. Ein ehemaliges Vorkommen im Michigansee ist erloschen. Sie halten sich normalerweise zwischen Vegetation auf, wo sie als Stoßräuber auf Beute lauern. Ausgewachsene Fische gehen auch ins Brackwasser, vor allem in den Wintermonaten.

## Fortpflanzung
Der Gemeine Knochenhecht laicht in Gruppen aus einem Weibchen und zwei bis acht Männchen. Die Männchen zeigen dabei keine Aggression gegeneinander. Es werden bis über 35.000 Eier in flaches Wasser gelegt. Die Eier sind giftig und sollen kurzes Austrocknen vertragen. Nach dem Schlupf heften sich die Larven mit einem Saugnapf an der Stirn zunächst senkrecht an Wasserpflanzen oder Steine, bis der Dottersack aufgezehrt ist. Danach ernähren sie sich zunächst von kleinen Krebstieren. Ab einer Länge von fünf Zentimeter jagen sie andere kleine Fische.